# Alsóhalas
Alsóhalas (1899-ig Alsó-Ribnicze, szlovákul Nižná Rybnica) község Szlovákiában, a Kassai kerület Szobránci járásában.

## Fekvése
Szobránctól 2 km-re, nyugatra fekszik.

## Története
A 18. század végén, 1799-ben Vályi András így ír róla: „RIBNICZE. Felső Ribnicze, Új Ribnicze. Két tót falu Ungvár Várm. Felsőnek földes Urai több Uraságok; Új Ribniczének pedig Horvát Úr; fekszenek Tibéhez nem meszsze, mellynek filiáji, lakosai külömbfélék, határbéli földgyeik közép termékenységűek, réttyeik, legelőjök, és egyéb javaik is meglehetősek.”
Fényes Elek 1851-ben kiadott geográfiai szótárában így ír a faluról: „Ribnicze, (Alsó), orosz falu, Ungh vmegyében, ut. p. Szobránczhoz nyugotra 3/4 órányira: 20 romai, 326 g. kath., 8 ref., 16 zsidó lak. Gör. kath. paroch. templom. Termékeny, róna határ. Ékesiti ezen helységet a földes uraság jeles angol kertje, melly egy egész körülkeritett tölgyes és nyires erdőt foglal magában, s a közepén folydogáló pisztrangos patak egy fürész- és liszt malmot hajt. F. u. Draveczky József.”
A trianoni diktátumig Ung vármegye Szobránci járásához tartozott, majd az újonnan létrehozott csehszlovák államhoz csatolták. 1938 és 1945 között ismét Magyarország része.

## Népessége
| Év:            | 1994. | 2004.    | 2014.   | 2024.   |
| -------------- | ----- | -------- | ------- | ------- |
| Emberek száma: | 355   | 410      | 421     | 419     |
| Eltérés:       |       | +15,49 % | +2,68 % | -0,47 % |

| Év:            | 2023. | 2024.   |
| -------------- | ----- | ------- |
| Emberek száma: | 416   | 419     |
| Eltérés:       |       | +0,72 % |

1910-ben 375-en, többségében szlovák anyanyelvűek lakták, jelentős magyar kisebbséggel.
2001-ben 411 lakosa volt.
2011-ben 422 lakosából 403 szlovák volt.

## Neves személyek
- Itt szolgált Štefan Papp (1917–1990) görögkatolikus pap, történész, író.

## Nevezetességei
- Görögkatolikus templomát 1908-ban építették neoklasszicista stílusban.